# Carbon Copy
Carbon Copy é um filme americano de comédia lançado em 1981, dirigido por Michael Schultz. É protagonizado por George Segal, Denzel Washington e Susan Saint-James.

## Elenco
- George Segal — Walter Whitney
- Susan Saint James — Vivian Whitney
- Jack Warden — Nelson Longhurst
- Dick Martin — Victor Bard
- Denzel Washington — Roger Porter
- Paul Winfield — Bob Garvey
- Macon McCalman — Tubby Wederholt
- Vicky Dawson — Mary Ann (Filha de Vivian)